# 嘲弄基督 (格吕内瓦尔德)
《嘲弄基督》（德语：Die Verspottung Christi）是马蒂亚斯·格吕内瓦尔德的板面油画，绘制于1503-1505年。现藏于慕尼黑的老绘画陈列馆。
基督被蒙上眼睛，双手和双臂被绳子捆绑。一个施刑者站在他面前，背对观众。另一个施刑者站在基督身后，拽着他的头发，举起拳头要打他。在右边，一个男人左手拿着手杖。
一个年长的男人把手放在拿手杖者的肩膀上，和他交谈。背景中还有另外三个男人，其中左边的音乐家在吹笛子，另一只手敲着小鼓。